# Hofapotheke (Kempten)

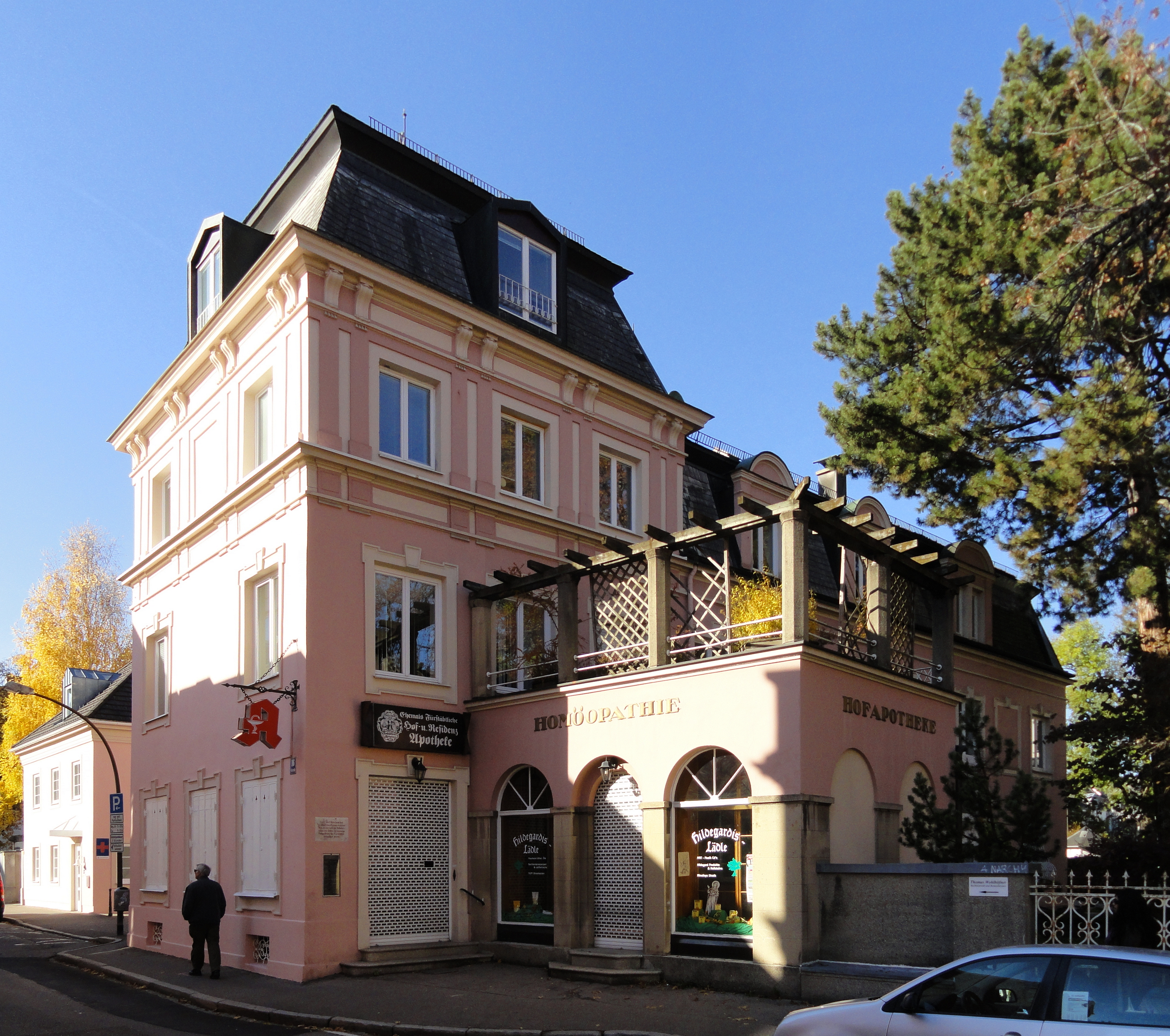
Die Hofapotheke in Kempten

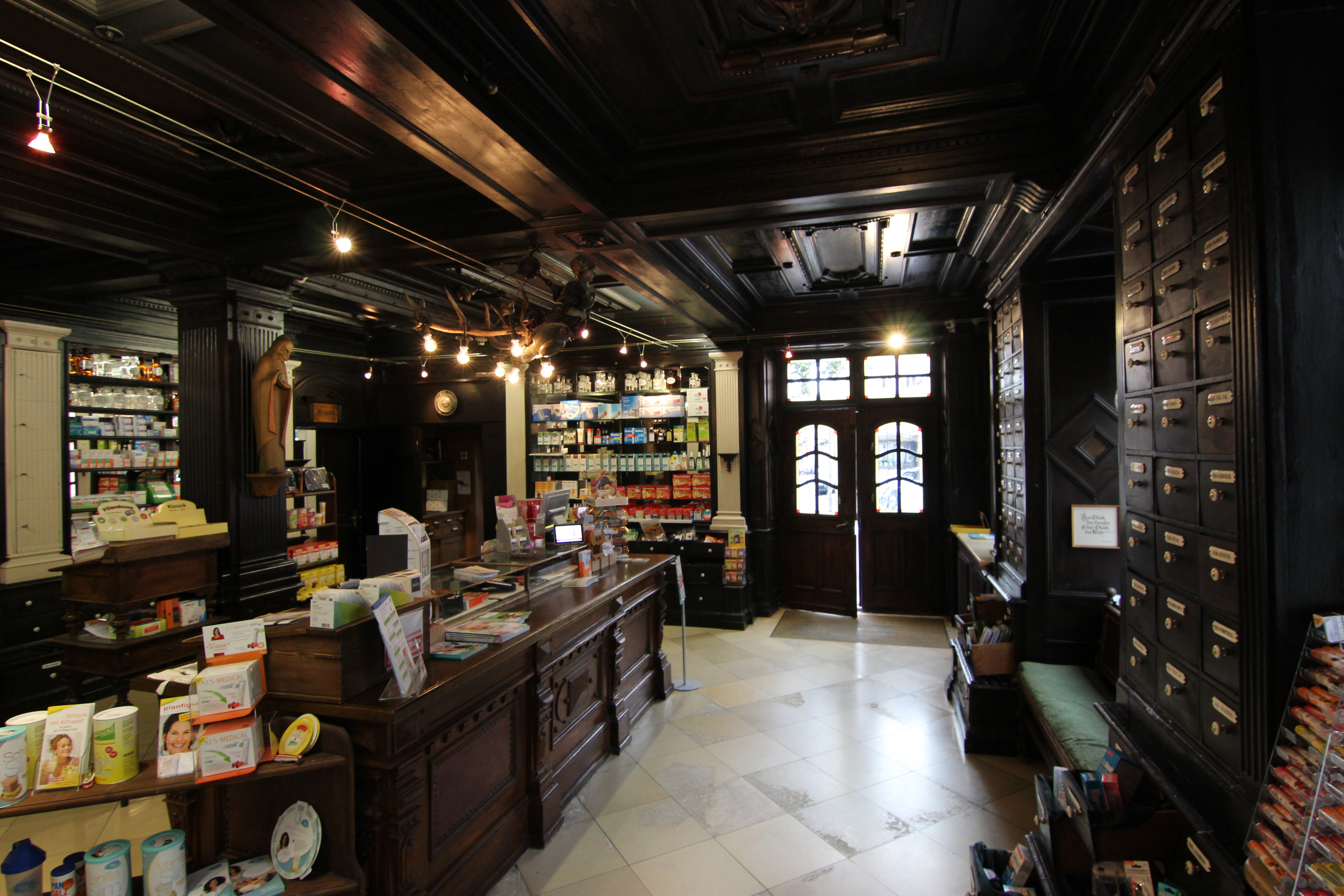
Historische Ausstattung der Apotheke

Die Hofapotheke in Kempten (Allgäu) ist eine noch heute bestehende Apotheke aus der Zeit des Fürststifts. Die Anschrift lautet Poststraße 16. Die Gebäude und der Garten stehen als Baudenkmal unter Denkmalschutz.
Die Hofapotheke wurde nach 1683 erbaut und zunächst als Wohnhaus für den fürstäbtlichen Kammerdirektor verwendet. Dieser zweigeschossige Bau mit Mansardwalmdach und Turm steht an der Westseite des Gartens und bildet den Kern der Anlage. In einem Raum des Erdgeschosses befindet sich eine Stuckdecke mit Büsten der vier Jahreszeiten aus der Zeit um 1720.
Um 1880 wurde an der Südseite des Hauses bis zur Poststraße ein dreigeschossiger Mansarddach-Kopfbau angefügt, der Fassadengliederungen in Neurenaissanceformen zeigt. Östlich des Hauses erstreckt sich der Garten entlang der Post- bis zur Salzstraße. Er wurde um 1870/80 umgestaltet und ist durch ein zentrales Wegekreuz  gegliedert. Ebenfalls um 1870/80 wurden an der Ostseite des Grundstücks die Ladenkolonnaden als eingeschossiger, verputzter Holzbau mit Flachdach, Pilastergliederung, Rundbogenöffnungen und mittigem Gartentor errichtet, die den Garten zur Salzstraße hin abschließen. Der Pfeilgitterzaun an der Südseite (Poststraße) und der Brunnen stammen aus dem 20. Jahrhundert.
Das Apothekengeschäft besteht, laut eigener Aussage, seit 1690 und trug ursprünglich den Namen „Fürstäbtliche Hof- und Residenzapotheke“. Sie befand sich zunächst in der Fürstäbtlichen Residenz. Nach der Säkularisation im Jahr 1802/3 wurde die Hofapotheke in diesem Haus an der Poststraße fortgeführt. 